# Dipterocarpus sublamellatus
Dipterocarpus sublamellatus är en tvåhjärtbladig växtart som beskrevs av Foxworthy. Dipterocarpus sublamellatus ingår i släktet Dipterocarpus och familjen Dipterocarpaceae. Inga underarter finns listade i Catalogue of Life.